# ケンズパス
ケンズパス株式会社は、大阪市浪速区に本社を置く製菓業の会社である。

## 会社概要
大阪を中心に複数の店舗を展開している。『アンドリューのエッグタルト』というエッグタルトが主力商品である。

## エッグタルト
イギリス人のアンドリュー・ストウが、パステル・デ・ナタを改良して「ポルトガル風エッグタルト」の名前で売り出した。現在ではマカオの代表的な菓子として知られる。

## マカオ本店
本店の『澳門安徳魯餅店』は、マカオの澳門路環市中心撻沙街にある。海外では日本以外に、韓国、香港、フィリピンなどでも展開している。

## 参照
パステル・デ・ナタ